# Knallhart
Knallhart ist ein deutscher Spielfilm von Detlev Buck aus dem Jahr 2006 nach einem Drehbuch von Gregor Tessnow und Zoran Drvenkar. Als Vorlage für den Film diente der Roman Knallhart von Gregor Tessnow.

## Handlung
Der fünfzehnjährige Michael Polischka muss mit seiner Mutter Miriam aus einer Villa im gut situierten Berliner Stadtteil Zehlendorf in den sozial schwachen Bezirk Neukölln ziehen. Dr. Peters, der langjährige Geliebte seiner Mutter, findet sie zu dick und wirft sie deshalb kurzerhand aus der Wohnung.
In Neukölln angekommen, wird Polischka von einer Jugendbande Schutzgeld abgepresst. Mit seinen neuen Schulfreunden Crille und Matze bricht er in einer Zehlendorfer Villa ein, seinem früheren Zuhause, um mit dem Geld die Gang bezahlen zu können. Doch Erol, dem Anführer der Bande, ist das nicht genug. Des Öfteren verprügeln er und seine Bande Michael auf brutale Weise. Die Lage spitzt sich immer weiter zu: Denn während Michael sich immer weiter von seiner Mutter entfremdet – sie versucht, durch neue Männerbekanntschaften wieder zu Wohlstand zu kommen – steht nun auch noch die Polizei vor der Tür, um den Einbruch bei Klaus Peters zu untersuchen. Sein Kumpel Crille, der von seinem Vater geschlagen wird, führt ihn in die Welt der Neuköllner Kleinkriminalität ein und stellt ihn diversen Hehlern und auch dem Dealer Hamal vor. Der Film nimmt eine dramatische Wende, als Michael sich gegen Erol wehrt und diesem dabei die Nase bricht. Erol zückt ein Messer, um sich zu rächen, doch da taucht Barut, die rechte Hand Hamals, auf und rettet ihn. Da Hamal Michael für vertrauenswürdig befindet und einen Drogenkurier mit einem "ehrlichen Gesicht" braucht, stellt er Michael ein.
Michael findet sich in seiner neuen Rolle als Kurier immer besser zurecht, verliert dabei allerdings seine Freunde Crille und Matze. Auch das Verhältnis zu seiner Mutter verschlechtert sich weiter. Eines Nachmittags bekommt er den Auftrag, nicht nur Haschisch auszuliefern, sondern auch Kokain im Wert von 80.000 Euro. Dabei bekommt er einen schockierenden Einblick in die Welt der Süchtigen. Nach dieser Drogenlieferung wird er auf dem Rückweg von Erol und seiner Gang überrascht, der Michaels Rucksack mitsamt dem Drogengeld und Michaels Personalausweis auf das Dach einer gerade abfahrenden S-Bahn wirft. Damit wird Michael für Hamal zum Problem, denn das im Rucksack befindliche Geld könnte die Polizei auf den Plan rufen.
Alles, was er zur Lösung des Problems zu tun habe, meint Hamal, sei eine „Geste“: Umringt von seinen reichen „Vertragspartnern“ bekommt er nachts an der Stadtgrenze zu Berlin einen Revolver in einer Tüte überreicht, um Erol, der gefesselt am Boden liegt, oder alternativ sich selbst zu erschießen. Michael wird von Hamal und Barut stark unter Druck gesetzt und verunsichert (möglicherweise sei die Waffe gar nicht geladen und das alles nur ein Test) und er erschießt, nachdem er die ganze Nacht lang gezögert hat, Erol.
Anstatt jedoch mit Hamal zu fliehen, bleibt Michael zurück und geht alleine zur Polizei, um ein Geständnis abzuliefern. Am Ende des Films wird er von seiner Mutter auf der Polizeiwache abgeholt.

## Reaktionen
Der Film schildert in drastischer und von vielen Betrachtern als klischeehaft wahrgenommener Weise das soziale Milieu des Berliner Bezirks Neukölln und den täglichen Überlebenskampf seiner Bewohner, aber auch die Beziehungsschwäche der anderen sogenannten normalen Strukturen. Das konfliktgeladene Beziehungsgeflecht der Bevölkerungsgruppen unterschiedlicher sozialer und ethnischer Herkunft bildet ein Grundthema des Filmes, obwohl durch die Diffusion das Hauptaugenmerk auf dem kriminellen Milieu als sich etablierende Struktur liegt. Diese sehr realistisch wirkende Darstellung der Lebensumstände in einem sozial schwachen Stadtteil führte zu teils heftigen Kontroversen unter Politikern und in der Presse.
Der Film kann nicht nur unter der Thematik „Berlin-Neukölln“ gesehen werden, sondern auch mit Blick darauf, wie ein menschliches Individuum unter den gesellschaftlichen Einfluss gerät und letztlich von diesem zermürbt wird. Gerade der Schluss, in dem Michael zögert einen Menschen umzubringen, stellt ein Ultimatum an die Gesellschaft dar. Es ist fraglich, ob er mit der Ermordung seine Menschlichkeit aufgegeben hat und lieber sich hätte selbst erschießen sollen.
Das Lexikon des internationalen Films resümiert: „Bezwingende Verfilmung eines wirklichkeitsnahen Jugendromans, die sich durch genaue Milieuzeichnung und authentische Darsteller auszeichnet. Vom Einzelfall abgesehen, porträtiert der raue Film das Bild einer ‚verlorenen Generation‘, die der allgemeinen Verrohung der Verhältnisse ihrerseits durch Gewalt begegnet“.
Als Reaktion auf die Darstellung von Migrantengewalt in diesem Film wurde, um ein ebenfalls realistisches Gegenmodell zu positionieren, der bereits 2003 gedrehte Film Urban Guerillas von Neco Çelik erneut in die Kinos gebracht.
2009 wurde der Film im türkischen Fernsehen gezeigt.

## Auszeichnungen
2006
- Deutscher Filmpreis in Silber
- Deutscher Filmpreis Bester Schnitt
- Deutscher Filmpreis Beste Filmmusik
- Preis der FIPRESCI-Jury der Internationalen Filmfestspiele Berlin
- Goldener Prometheus des Tbilisi International Film Festival